# C-59
La carretera C-59 és una carretera de la Xarxa Bàsica Primària de Catalunya que uneix el Vallès Oriental amb el Moianès, travessant aquestes dues comarques, a més de la del Vallès Occidental, a Palau-solità i Plegamans i Santa Perpètua de Mogoda.
Amb una longitud de 160,3 km, comença a la C-33, en el terme municipal de la Llagosta, des d'on arrenca cap al nord-oest. Travessa breument un extrem del terme municipal de Mollet del Vallès, travessa la C-17 i la N-152a, i de seguida entra en el de Santa Perpètua de Mogoda, que travessa de sud-est a nord-oest. Travessa l'E-15 - AP - 7, i es va decantant cap al nord entre els polígons industrials de Santa Perpètua de Mogoda i el poble rural de Gallecs, que queda a llevant. Al cap de poc entra en el terme de Palau-solità i Plegamans, que travessa de sud a nord pel costat de llevant del terme; cap a la meitat del seu recorregut per aquest terme, travessa l'enclavament de l'Estany de Gallecs, pertanyent al terme municipal de Montcada i Reixac, on es troba amb la carretera C-155. Cap al final del seu pas per Palau-solità i Plegamans, troba la carretera B-143, que en surt cap al sud per entrar en el poble de Palau-solità.
Tot seguit entra en el terme de Caldes de Montbui, que també travessa de sud a nord. Deixa cap a ponent la carretera BV-1424 i després, ja a Caldes de Montbui, la C-1415b. Depassa tota aquesta població pel costat est, i, cada cop fent més revolts, s'enfila en direcció a Sant Feliu de Codines. Abans, però, fa un tros de termenal entre Caldes de Montbui i Bigues i Riells, fins que al capdamunt entre en el terme de Sant Feliu de Codines. Travessa, sempre de sud a nord, aquest darrer terme, i en el Coll de Poses entra en el terme de Sant Quirze Safaja, poc després del lloc d'on surt cap a llevant la carretera C-1413b.

## Terme municipal de Sant Quirze Safaja
Seguint bàsicament la direcció de sud-est a nord-oest, travessa tot el terme de Sant Quirze Safaja. A la primera part d'aquest tram la carretera segueix un nou traçat, tallant nombrosos revolts, ja que la carretera vella seguia les valls naturals, molt tancades, d'aquests indrets. Entre els trams de carretera vella en desús hi ha l'antic Revolt dels Dotze Apòstols. Poc després que la C-59 actual trobi el trencall de la carretera BV-1341, que mena al nucli del poble de Sant Quirze Safaja, abandona el terme d'aquesta població i entra en el de Castellterçol.

## Terme municipal de Castellterçol
La carretera segueix bàsicament la direcció nord, i en 3 quilòmetres arriba a la vida de Castellterçol, on troba l'arrencament cap a llevant de la carretera BV-1310, que mena a Castellcir, i cap a ponent, la BV-1245, que duu a Granera. Travessa aquesta vila pel costat de llevant i, sempre de sud-est a nord-oest, entra en el terme de Moià en el Pont de la Fàbrega.

## Terme municipal de Moià
La carretera travessa el terme de Moià tot de sud a nord, però girant cap al nord-est passada aquesta darrera vila.

## Terme municipal de l'Estany
Després, entra en el terme de l'Estany, i després en el de Santa Maria d'Oló. Finalment, al cap de 53,5 quilòmetres de recorregut, s'aboca en la C-25 en un lloc on també fa una doble cruïlla amb les carreteres C-670 i BP-4313.
En els seus 53,5 quilòmetres de recorregut puja 542,1 m.